# Retburg

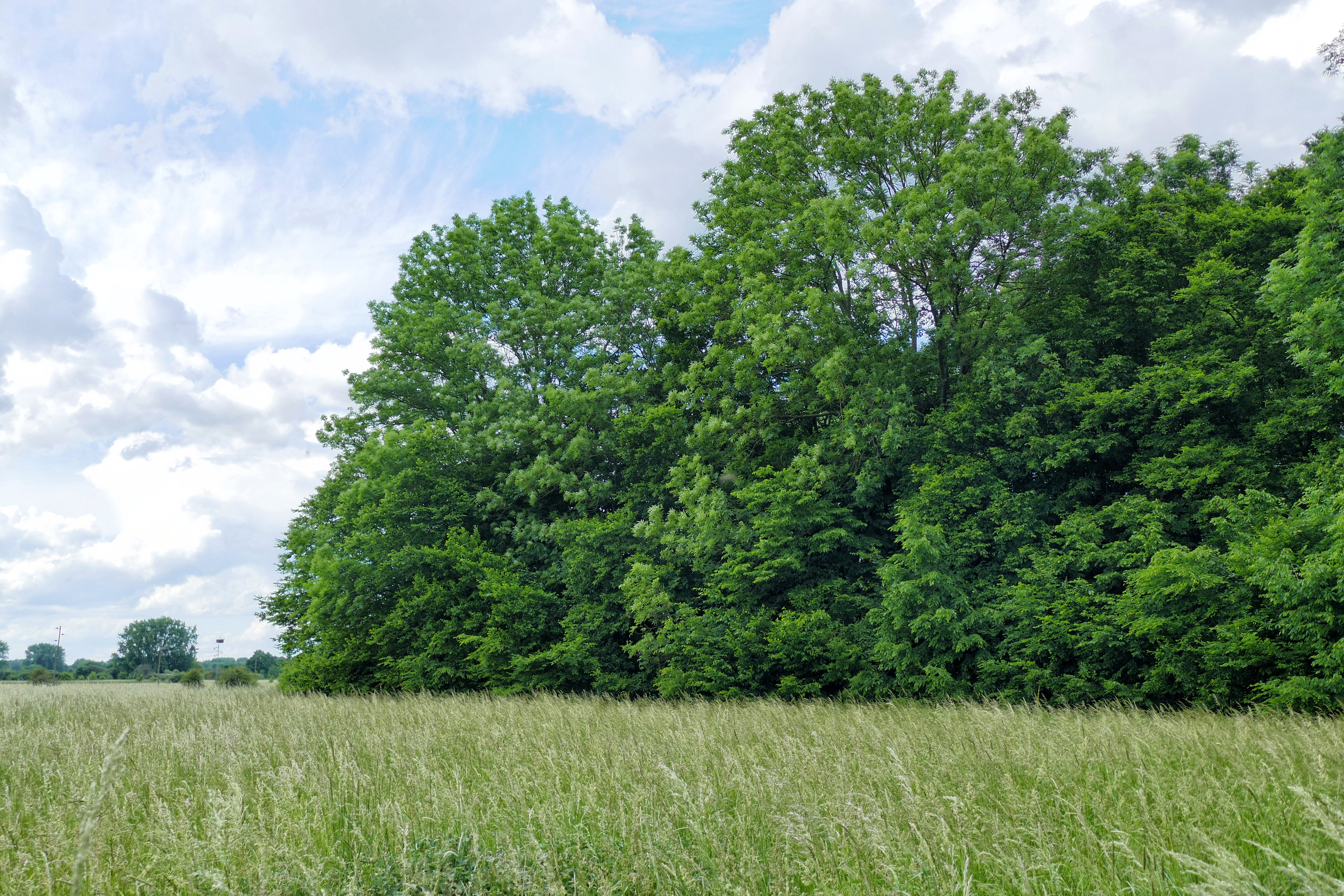

Die Retburg ist eine abgegangene Niederungsburg 
vom Typus einer Turmhügelburg (Motte) an der Leine in der Nähe der heutigen Stadt Laatzen in Niedersachsen.

## Geschichte
Nach dem Grabungsbefund (Ausgrabung von 1974) ist die Errichtung der Anlage in der Leinemasch wohl auf das 11. Jahrhundert zu datieren. Sie bestand aus einer Doppelinsel mit der eigentlichen befestigten Turmhügelburg und einem davorliegenden Wirtschaftshof. Auf den Wehrturm aus zweischaligem Kalksandsteinquader-Mauerwerk von etwa 15 m Durchmesser war möglicherweise ein Wohngeschoss aus Fachwerk aufgesetzt. Die Burg diente dem Hochstift Hildesheim ursprünglich als Grenzfeste gegen den Machtbereich der Braunschweiger Herzöge und zur Sicherung einer Leinefurt. Daneben entwickelte sie sich zu einem Verwaltungszentrum für das Amt Müllingen und die Vogtei Grasdorf. Zum Wirtschaftsbereich gehörten ein Vorwerk und eine Mühle.
In Schriftquellen erscheint die Burg erst 1338 in einem Brief des Aschwin von Alten an die Herzöge Otto und Wilhelm zu Braunschweig und Lüneburg. 1341 verpflichtete sich der gleichfalls dem Welfenhaus entstammende Bischof Heinrich von Hildesheim in einem Vertrag mit Otto und Wilhelm zum Abbruch der Burg innerhalb eines Jahres. Das Zubehör fiel an die Braunschweiger Herzöge, mit Ausnahme des Amts Müllingen und der Vogtei Grasdorf. Die Steine des Burgturms wurden vermutlich für den Bau des Glockenturms der Grasdorfer Kirche verwendet. Als Festung und Verwaltungsmittelpunkt wurde die Retburg durch die Burg Koldingen abgelöst.
Die von Alten, an die die Burg zuletzt verpfändet war, erhielten als Ausgleich 1347/70 drei Hufen und 14 Morgen Land in Rethen, einen Hof in Grasdorf und die früher zur Retburg gehörigen Leute zu Lehen.